# Antonín Bartoněk
Antonín Bartoněk (* 29. Oktober 1926 in Brünn; † 30. Mai 2016 ebenda) war ein tschechischer Klassischer Philologe und Mykenologe.
Bartoněk studierte Klassische Philologie an der Masaryk-Universität in Brünn. Seit seiner Promotion 1952 war er an dieser Universität tätig, zunächst als Assistent, seit 1962 als Dozent, seit 1968 als Professor. Seit 1990 lehrte er ferner als Professor an der Palacký-Universität Olmütz. An den Universitäten Wien, Heidelberg, Graz, Amsterdam und Cambridge nahm er längerfristige Gastprofessuren wahr.
Bartoněks Hauptarbeitsgebiet war die Mykenologie und die griechische Sprachwissenschaft. Er war einer der führenden Experten auf dem Gebiet der Entzifferung und Erschließung von Linear-B-Texten sowie auf dem Gebiet der altgriechischen Dialekte. Sein Hauptwerk ist das Handbuch des mykenischen Griechisch (2003).
Vor dem Fall des Eisernen Vorhangs zählte er zu den wenigen Gelehrten des Ostblocks, die sich mit diesem Feld beschäftigten. Trotz offenkundiger Schwierigkeiten stand er mit führenden westlichen Kollegen in Kontakt. Berühmt ist eine Postkarte, die er von John Chadwick erhielt. Sie hatte die Grenzkontrollen passiert, obwohl sie vollständig im Linear-B-Alphabet geschrieben war.
Bartoněk war außerdem Herausgeber eines Kulturführers zum österreichisch-tschechischen Grenzgebiet mit dem Waldviertel und Weinviertel auf österreichischer und Südmähren auf tschechischer Seite.
1993 wurde er zum ordentlichen Mitglied der Academia Europaea gewählt.

## Schriften (Auswahl)
In deutscher oder englischer Sprache
- (Hrsg.): Studia Mycenaea. Proceedings of the Mycenaean symposium, Brno April 1966. Universita J. E. Purkyně, Brünn 1968 (Opera Universitatis Purkynianae Brunensis, Facultas philosophica, 127), darin S. 147–151: Mycenological Activities in the Countries of the „Eirene“ Committee, und S. 211–252: Appendix II: Mycenaean Bibliography of the „Eirene“ countries, darin: German Democratic Republic, S. 229–230, (online) (PDF); Soviet Union, S. 243–248, (online) (PDF; 324 kB); Yugoslavia, S. 249–252, (online) (PDF; 229 kB). – (Überblick über die mykenologischen Aktivitäten in verschiedenen Ländern des Ostblocks samt bibliographischem Überblick)
- Grundzüge der altgriechischen mundartlichen Frühgeschichte. Institut für Sprachwissenschaft der Universität Innsbruck, 1991 (Innsbrucker Beiträge zur Sprachwissenschaft: Vorträge und kleinere Schriften, 50).
- The Classics in East Europe. In: Victor Bers, Gregory Nagy (Hrsg.): The Classics in East Europe. Essays on the Survival of a Humanistic Tradition. From the End of World War II to the Present. Worcester, Mass. 1996 (American Philological Association Pamphlet Series), S. 55–84.
- Die ägäischen voralphabetischen Schriften. In: Yoko Nishina (Hrsg.): Europa et Asia Polyglotta – Sprachen und Kulturen. Festschrift für Robert Schmitt-Brandt zum 70. Geburtstag. Röll, Dettelbach 1998, S. 16–21.
- Handbuch des mykenischen Griechisch. Winter, Heidelberg 2003.
- A comparative Graeco-Latin sentence syntax within the European context. Lincom Europa, München 2010 (LINCOM Studies in Indo-European Linguistics, 37), Inhaltsverzeichnis

In tschechischer Sprache
- Zlatá Egeis. Mladá Fronta, Prag 1969.
- Zlaté Mykény. Prag 1983.
- Řecké ostrovy. Olympia, Prag 1998.
- Latina pro posluchače filologických oborů. Brno, 2003.
- Písmo a jazyk mykénské řečtiny (1400–1200 př. Kr.). Masarykova univerzita, Brno 2007.

Kulturführer
- (Hrsg.): Kulturführer Waldviertel, Weinviertel, Südmähren. Deuticke, Wien 1993; aktualisierte Neuauflage 1996.
  - Tschechische Ausgabe: Waldviertel, Weinviertel, Jižní Morava: průvodce krajem a jeho kulturou. Moraviapress, Břeclav 1999.